# Oswald Mathias Ungers
Oswald Mathias Ungers (12 de julio de 1926 - 30 de septiembre de 2007) fue un arquitecto, profesor y decano alemán. En su concepto de arquitectura la forma ideal y completa es el cuadrado.

## Biografía

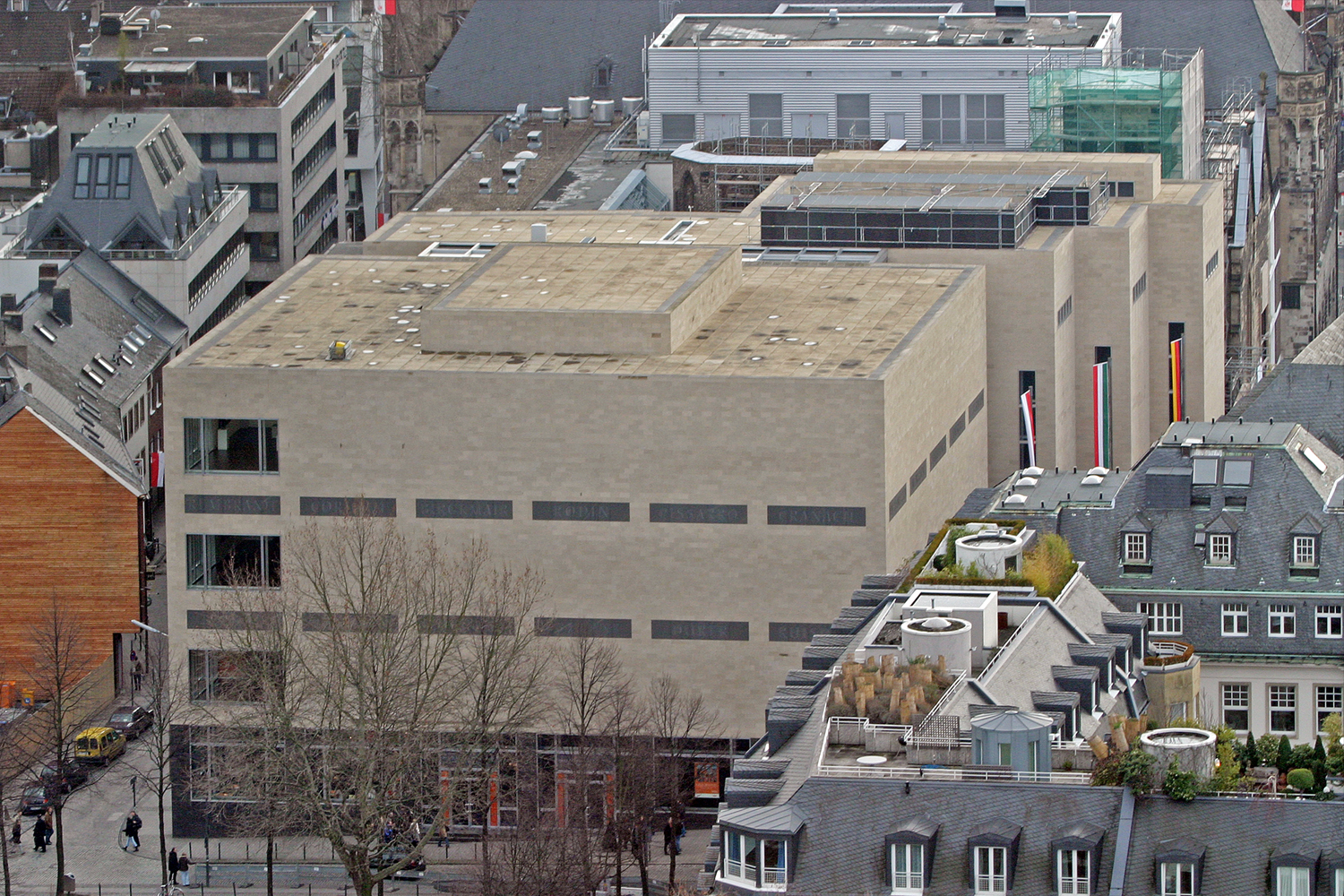
Museo Wallraf-Richartz, Colonia.

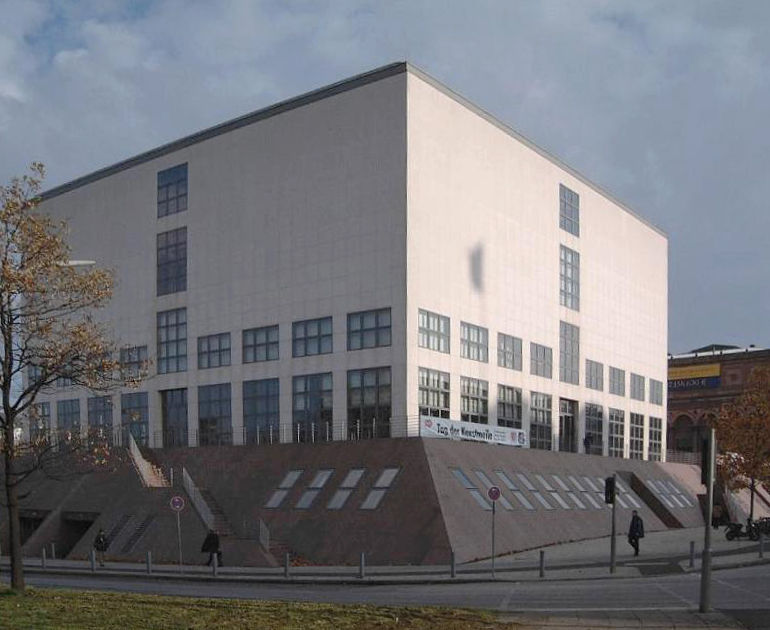
Galería contemporánea.

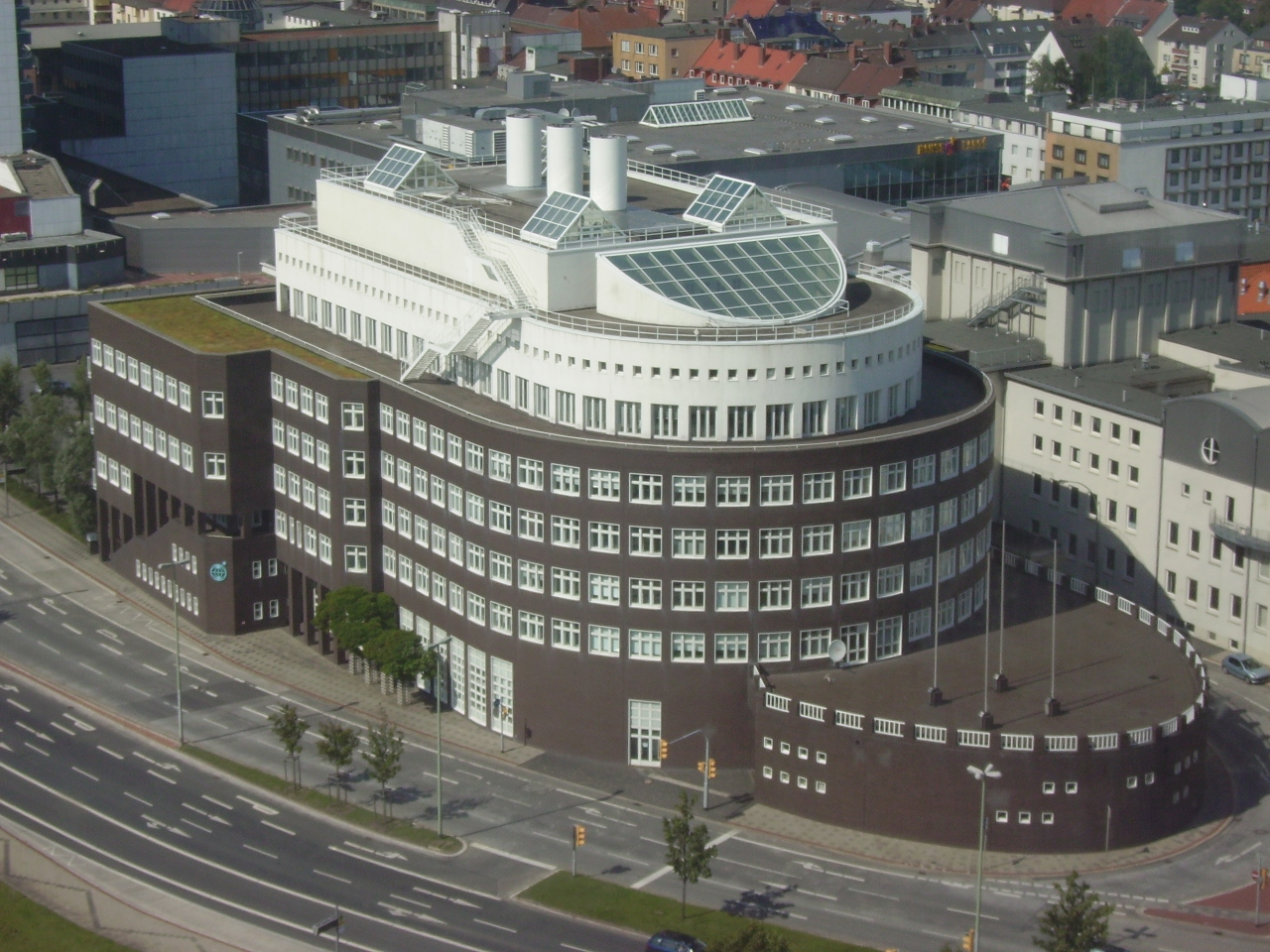
El Instituto Alfred Wegener de Investigación Polar y Marina en Bremerhaven, Alemania.

Ungers nació en una localidad de la actual región de Renania-Palatinado. Estudió de 1947 a 1950 en la Universidad Técnica de Karlsruhe con Egon Eiermann, autor de la Iglesia Memorial Kaiser-Wilhelm en Berlín. Abrió oficinas de arquitectura en: Colonia (desde 1950), Berlín (desde 1964), Fráncfort (desde 1974) y en Karlsruhe (desde 1983).
Ungers era profesor titular en la Universidad Técnica de Berlín, donde fue decano de la Facultad de Arquitectura entre los años 1965 y 1967. En 1967 pasa a ser profesor en la Universidad de Cornell y ahí "Chairman of the Department of Architecture" (presidente del departamento de Arquitectura) desde 1969 hasta 1975 así como de la Universidad de Harvard en Boston (1973),  Universidad de California, Los Ángeles (1974-1975), Escuela superior para las Artes aplicadas en Viena (1979-1980), la Academia en Düsseldorf (1986-1990). Ungers es Académico de la Academia de las Artes de Berlín.